# Tratado de Copenhague (1660)

Suecia en amarillo. Reino de Dinamarca y Noruega en rojo. Suecia tuvo que devolver la provincia de Trøndelag y la isla de Bornholm (en verde).

El Tratado de Copenhague fue firmado el 6 de junio de 1660 y marcó el fin de la Segunda Guerra del Norte entre Suecia y la alianza del Reino de Dinamarca y Noruega y la Mancomunidad de Polonia-Lituania. Este tratado fue una pequeña secuela al Tratado de Roskilde, el cual declaró las fronteras oficiales de Dinamarca, Suecia y Noruega, límites que son casi exactos a los actuales.

## Antecedentes
El rey de Suecia Carlos X Gustavo quería más de lo que ofrecía el Tratado de Roskilde, firmado en febrero de 1658. Así, en el verano de 1658, ataca nuevamente Copenhague utilizando sus tropas con base en Selandia, tras el primer asedio de la ciudad. Pero la ciudad resiste, mientras los navíos holandeses la defienden contra la flota sueca y se dirigen a proteger Copenhague. Además, en Jutlandia, los daneses se recobran y persiguen a la armada sueca. Carlos X Gustavo muere en febrero de 1660 en Copenhague, por lo que su hijo Carlos XI se convierte en rey de Suecia, a la edad de cuatro años.
El 6 de junio de 1660 bajo la égida de Inglaterra, representada por Algernon Sidney, y Francia, representada por Hugues de Terlon, se firma un tratado de paz entre Suecia, dirigida por Carlos XI, y Dinamarca, dirigida por Federico III:
- Dinamarca cede a Suecia Escania, Bohuslän, Blekinge, Halland, confirmando el Tratado de Roskilde;
- El rey de Dinamarca intercambia la isla sueca de Bornholm por las tierras de Escania que pertenecían a los nobles daneses;
- Trondheim, entonces sueca, vuelve al dominio noruego;
- Suecia renuncia a sus conquistas en Dinamarca.
- Suecia recupera la colonia africana de Cabo Corso.

## Consecuencias
En Dinamarca, la nobleza debilitada se convierte en el chivo expiatorio de las pérdidas del reino. Así, por medio de un golpe de Estado, el rey Federico III instaura la monarquía hereditaria y absoluta.